# Acquisition
Acquisition (engl. „Anschaffung“, „Erwerb“, „Akquise“) ist ein Filesharing-Client für das Gnutella-Netzwerk, der ausschließlich für das Betriebssystem Mac OS X angeboten wird. Der Client nutzt denselben Programmkern wie LimeWire (Open Source), das grafische Benutzerinterface ist jedoch Closed Source. Acquisition wird als Shareware angeboten.
Seine Stärken sieht Acquisition besonders in der engen Zusammenarbeit mit dem Betriebssystem und dessen Musikplayer iTunes. Acquisition sortiert heruntergeladene Dateien automatisch nach Medientyp in die von Mac OS X vorgesehenen Ordner für Musik, Filme und Bilder, Musik wird auf Wunsch des Benutzers automatisch in die iTunes-Musikbibliothek übernommen.
Der Autor der Software ist der Australier David Watanabe, der auch den Feedreader NewsFire sowie den BitTorrent-Client Xtorrent kreiert hat.
Die Entwicklung der deutschen Version wurde nach Version 113.2 eingestellt, der Übersetzer wechselte zu Phex.